# Antonio Carmona, el Gordito
Antonio Carmona y Luque, llamado el Gordito (Sevilla, 18 de abril de 1838-Sevilla, 30 de octubre de 1920), fue un torero español.

## Biografía
Comenzó su carrera como banderillero en la cuadrilla de su hermano Manuel, el Panadero. Frecuentemente se le acredita la invención de la suerte de banderillas al quiebro, aunque únicamente le cabe el honor de haber recuperado y realizado brillantemente esta suerte que hacía cincuenta años que no se practicaba, y en cualquier caso obtuvo un éxito memorable cuando ejecutó el quiebro en Sevilla el 18 de abril de 1858. Se dice que ese día el marqués de Salamanca lanzó a sus pies dos magníficos cigarros enrollados en un billete de mil pesetas. Prueba de que la suerte existía con anterioridad es, sin embargo, la plancha 15 de La tauromaquia de Goya, titulada El famoso Martincho poniendo banderillas al quiebro (1816).
Torero hábil en piruetas, como Cúchares, pero menos elegante, su toreo estaba basado esencialmente en lances que los puristas de Madrid juzgaban muy severamente. Si conoció algunos años de gloria, principalmente gracias a la suerte de banderillas y a su conocimiento del toro, no fue una «figura» más que unos pocos años (hasta 1865, quizá). Pero la rivalidad que mantuvo con Antonio Sánchez, el Tato y posteriormente con Lagartijo terminaron para él con sonados fracasos.
El Gordito tenía dificultades particularmente en la suerte de matar. Sus fracasos más destacados tuvieron lugar en Madrid en 1875 y nuevamente en 1877,
lo que significó el fin de todos sus contratos, excepto en Andalucía donde todavía encontró algo de apoyo hasta el final de su carrera en 1889. Tuvo un hijo torero, José Carmona García (1883-1951), que tomó el apodo de su padre y alguna vez es citado como el Gordito hijo.

## Carrera
- Alternativa en Córdoba, el 8 de junio de 1862; padrino, su hermano, el Panadero.
- Confirmación de la alternativa en Madrid el 5 de abril de 1863; padrino: Cúchares; toro: «Corzo» de la ganadería de Ortiz.